# Boogie-woogie (hudba)
Boogie-woogie je bluesový styl hry na klavír, který vznikl v 70. letech 19. století a byl populární hlavně ve 30. a 40. letech 20. století. V průběhu vývoje se boogie-woogie rozšířilo z jednoho na tři klavíry a velkou kapelu. Zatím co tradiční blues vyjadřuje emoce, boogie-woogie je určeno hlavně k tanci.

## Hudebníci boogie-woogie
- Albert Ammons
- Pete Johnson
- Meade "Lux" Lewis
- Pinetop Perkins
- Pinetop Smith
- James Booker
- Dorothy Donegan
- Big Joe Duskin
- Little Willie Littlefield
- Sammy Price
- Joe Turner
- Tuts Washington
- Willie Egan
- Lafayette Leake
- Walter Roland
- Mitch Woods
- William "Hammy" Howell

## Hard Boogie
- T. Rex
- Foghat
- Status Quo
- ZZ Top
- Suzi Quatro
- Grand Funk